# Santi XII Apostoli
Santi XII Apostoli (in latino Titulus XII Apostolorum) è un titolo cardinalizio istituito nell'anno 112 da papa Evaristo, originariamente con il nome dei Santi Filippo e Giacomo, (i due apostoli che, secondo la tradizione, hanno sepoltura in questa basilica) e successivamente confermato da papa Pelagio I nel 555; papa Giovanni III lo confermò nuovamente nel 560 e ne mutò il nome in Santi XII Apostoli, quando consacrò la chiesa di nuova erezione il 1º maggio di quell'anno. Il titolo era un tempo collegato alla basilica di Santa Maria Maggiore e i suoi sacerdoti vi celebravano la messa a turno.
Dal 21 ottobre 2003 il titolare è il cardinale Angelo Scola, arcivescovo emerito di Milano.

## Titolari
- Epifanio (494 - ?)
- Agapito (o Rustico) (530 ? - 535)
- Andromaco (590 - ?)
- Marino (menzionato nel 721)[1]
- Giovanni (964 - prima del 993)
- Giovanni (993 - ?)
- Bernardo (ca. 1067 - prima del 1073)
- Giovanni (ca. 1073 - prima del 1099)
- Gregorio Gaetani (1099 - ca. 1102)
- Gregorio Conti (1102-1112 deposto)[2]
- Ugo Visconti (ca. 1112 - 1121)
- Gregorio Conti (seconda volta) (dicembre 1122 - aprile 1139, reintegrato da papa Callisto II, deposto da papa Innocenzo II)[2]
  - Titolo vacante (1130 - 1138)
- Gregorio Conti (terza volta) (29 maggio 1138 - aprile 1139, reintegrato e rideposto da papa Innocenzo II)[2]
- Alberto (da Monte Sacrato) (1152 - ca. 1156 deceduto)
- Alberto (dicembre 1153 - ? deceduto)
- Ildebrando Grassi, C.R.S. Maria di Reno (1157 - 8 novembre 1178 deceduto)
- Ildeberto (marzo 1179 - ca. 1182 deceduto)
- Pandolfo Masca (dicembre 1182 - 1201 deceduto)
- Stefano di Ceccano, O.Cist. (1213 - 23 novembre 1227 deceduto)
- Guillaume de Talliante, O.S.B. Clun. (28 maggio 1244 - 1250 ? deceduto)
- Annibale d'Annibaldeschi de Molaria (o Annibaldo, o Annibaldi della Molara), O.P. (22 maggio 1262 - 1272 deceduto)
- Gerardo Bianchi, O.Cist. (12 marzo 1278 - 12 aprile 1281 nominato cardinale vescovo di Sabina)
- Pietro Colonna, diaconia pro illa vice in commendam (12 giugno 1288 - 1326 deceduto)
- Imbert Dupuis (o Hubert) (18 dicembre 1327 - 26 maggio 1348 deceduto)
- Pectin de Montesquieu (o Montesquiou) (17 dicembre 1350 - 1º febbraio 1355 deceduto)
- Pierre de la Foret (o Forest, o Laforest), O.S.B. (23 dicembre 1356 - 7 giugno 1361 deceduto)
- Bernard du Bosquet (22 settembre 1368 - 19 aprile 1371 deceduto)
- Roberto di Ginevra (30 maggio 1371 - 20 settembre 1378 eletto antipapa)
- Jan Očko z Vlašimi (19 agosto 1378 - 14 gennaio 1380 deceduto)
- Fernando Pérez Calvillo (22 settembre 1397 - 1404 deceduto), pseudocardinale dell'antipapa Benedetto XIII
- Pietro Filargo di Candia (o Filarete, o Filargos), O.Min. (12 giugno 1405 - 26 giugno 1409 eletto antipapa)
- Louis de Bar (2 luglio 1409 - 22 settembre 1412 nominato cardinale vescovo di Porto e Santa Rufina), pseudocardinale dell'antipapa Benedetto XIII
- Basilio Bessarione (8 gennaio 1440 - 5 marzo 1449); in commendam (5 marzo 1449 - 18 novembre 1472 deceduto)
- Clemente Grosso della Rovere, O.F.M.Conv. (6 dicembre 1503 - 18 agosto 1504 deceduto)
- Leonardo Grosso della Rovere (17 dicembre 1505 - 15 settembre 1508 nominato cardinale presbitero di Santa Susanna)
- Francesco Soderini (15 settembre 1508 - 29 ottobre 1511 nominato cardinale vescovo di Sabina)
  - Titolo vacante (1511 - 1517)
- Pompeo Colonna (13 novembre 1517 - 11 gennaio 1524); in commendam (11 gennaio 1524 - 28 giugno 1532 deceduto)
- Alfonso Manrique de Lara (17 luglio 1532 - 28 settembre 1538 deceduto)
- Pedro Gómez Sarmiento de Villandrando (15 novembre 1538 - 13 ottobre 1541 deceduto)
- Miguel da Silva (6 febbraio 1542 - 5 ottobre 1543 nominato cardinale presbitero di Santa Prassede)
- Durante Duranti (9 gennaio 1545 - 24 dicembre 1557 deceduto)
- Markus Sitticus von Hohenems (o Altemps), diaconia pro illa vice (10 marzo 1561 - 30 luglio 1563); (30 luglio 1563 - 15 maggio 1565 nominato cardinale presbitero di San Giorgio in Velabro)
- Marco Antonio Colonna (15 maggio 1565 - 5 dicembre 1580 nominato cardinale presbitero di San Pietro in Vincoli)
  - Titolo vacante (1580 - 1585)
- Rodrigo de Castro Osorio (20 maggio 1585 - 18 settembre 1600 deceduto)
- François d'Escoubleau de Sourdis (20 dicembre 1600 - 30 gennaio 1606 nominato cardinale presbitero di San Marcello)
- Domenico Ginnasi (30 gennaio 1606 - 19 settembre 1624 nominato cardinale presbitero di San Lorenzo in Lucina)
- Desiderio Scaglia, O.P. (9 febbraio 1626 - 6 ottobre 1627 nominato cardinale presbitero di San Carlo al Corso)
  - Titolo vacante (1627 - 1634)
- Francesco Maria Brancaccio (9 gennaio 1634 - 2 luglio 1663 nominato cardinale presbitero di San Lorenzo in Lucina)
- Paluzzo Paluzzi Altieri degli Albertoni (15 marzo 1666 - 1º dicembre 1681 nominato cardinale presbitero di San Crisogono)
- Lorenzo Brancati, O.F.M.Conv. (1º dicembre 1681 - 30 novembre 1693 deceduto)
  - Titolo vacante (1693 - 1698)
- Giorgio Cornaro (7 aprile 1698 - 10 agosto 1722 deceduto)
- Benedetto Erba Odescalchi (29 gennaio 1725 - 13 dicembre 1740 deceduto)
- Domenico Rivera (o Riviera) (2 gennaio 1741 - 2 novembre 1752 deceduto)
- Enrico Benedetto Stuart (18 dicembre 1752 - 12 febbraio 1759); in commendam (12 febbraio 1759 - 13 luglio 1761 nominato cardinale vescovo di Frascati)
- Lorenzo Ganganelli, O.F.M.Conv. (29 marzo 1762 - 19 maggio 1769 eletto papa)
- Francisco de Solís Folch de Cardona (26 giugno 1769 - 21 marzo 1775 deceduto)
- Giovanni Archinto (15 luglio 1776 - 1º giugno 1795 nominato cardinale vescovo di Sabina)
- Francisco Antonio de Lorenzana y Butrón (24 luglio 1797 - 17 aprile 1804 deceduto)
- Dionisio Bardaxí y Azara (29 aprile 1816 - 27 settembre 1822 nominato cardinale presbitero di Sant'Agnese fuori le mura)
- Carlo Odescalchi (16 maggio 1823 - 15 aprile 1833 nominato cardinale vescovo di Sabina)
- Francesco Serra-Cassano (29 luglio 1833 - 17 agosto 1850 deceduto)
- Antonio Francesco Orioli, O.F.M.Conv. (30 settembre 1850 - 20 febbraio 1852 deceduto)
- Giusto Recanati, O.F.M.Cap. (10 marzo 1853 - 17 novembre 1861 deceduto)
- Antonio Maria Panebianco, O.F.M.Conv. (23 dicembre 1861 - 21 novembre 1885 deceduto)
- José Sebastião d'Almeida Neto, O.F.M. (10 giugno 1886 - 7 dicembre 1920 deceduto)
- Pietro La Fontaine (7 marzo 1921 - 9 luglio 1935 deceduto)
- Ignazio Gabriele I Tappouni (19 dicembre 1935 - 11 febbraio 1965 nominato cardinale vescovo del titolo di Antiochia dei Siri)
- Francesco Roberti (26 giugno 1967 - 16 luglio 1977 deceduto)
- Agostino Casaroli (30 giugno 1979 - 25 maggio 1985); in commendam (25 maggio 1985 - 9 giugno 1998 deceduto)
- Giovanni Battista Re (21 febbraio 2001 - 1º ottobre 2002 nominato cardinale vescovo di Sabina-Poggio Mirteto)
- Angelo Scola, dal 21 ottobre 2003